# عیسی کانوته
عیسی کانوته (انگلیسی: Issa Kanoute؛ زادهٔ ۱۹ ژانویهٔ ۱۹۸۹) بازیکن فوتبال اهل فرانسه است.
از باشگاه‌هایی که در آن بازی کرده است می‌توان به باشگاه فوتبال آنژه اشاره کرد.